# John Abdallah Wambere
John «Longjones» Abdallah Wambere (Mbala, Uganda, 2 de noviembre de 1973) es un activista ugandés por los derechos de los homosexuales y cofundador de Spectrum Uganda Initiatives,  una organización de defensa de los derechos LGBTI con sede en Kampala que se centra en la educación sanitaria.  Debido a la amenaza de violencia y persecución que enfrenta en Uganda, Wambere recibió aprobación de asilo en los Estados Unidos por parte de los Servicios de Inmigración y Ciudadanos de los Estados Unidos el 11 de septiembre de 2014.  Actualmente reside en Cambridge, Massachusetts.

## Biografía
Wambere nació el 2 de noviembre de 1973 en Mbala, Zambia, en el seno de una familia cristiana. Su madre trabajaba como partera para el gobierno y su padre estaba involucrado en política. Durante una entrevista en Legal Lines con Timothy Lynch, un programa de la Asociación de Abogados de Massachusetts enfocado en temas LGBTQ, Wambere compartió recuerdos de su infancia respecto a la comunidad homosexual: «Siempre se habló de los homosexuales», dijo. «Pero nunca fueron condenados. Nadie incendiaba sus casas; vivían integrados en la sociedad y algunos eran valorados como individuos únicos y diferentes, sin ser estigmatizados como pedófilos».
Aunque se dio cuenta por primera vez de su atracción sexual por los hombres a los ocho años de edad, Wambere escribió en su solicitud de asilo que «luchó con [su] sexualidad emergente durante [su] infancia, adolescencia y juventud... Viviendo en una situación extremadamente El ambiente anti-gay me hizo temer por mi seguridad y la de mi familia si mi sexualidad se hiciera pública».  Sin embargo, escribe que en 1998, a los veintiséis años, «me di cuenta de que ser gay me hacía feliz porque es lo que soy. Esa era mi verdad, y ese día, me lavé las manos (y a mí mismo) de cualquier noción de sentirme pecador por lo que soy». 

## Iniciativas de Spectrum Uganda
En 2001, Wambere se involucró en Homo Uganda, que evolucionó hasta convertirse en Spectrum Uganda Initiatives (Spectrum) en 2002.  Fundada en 1998, Spectrum es una organización comunitaria de Minorías Sexuales de Uganda que se enfoca en brindar apoyo y educación sobre salud sexual a la comunidad LGBTI. Realizan talleres para alentar a las personas a verificar su estado de VIH / ITS y usar condones y lubricantes adecuados; También brindan apoyo de promoción para ayudar a combatir la discriminación LGBTI.  Wambere organizó reuniones dominicales en su casa para «hablar sobre temas relacionados con nuestra sexualidad y salud, discutir nuestras experiencias en nuestras comunidades y, en general, ofrecer oportunidades para conocer y socializar con otros miembros de la comunidad».  Wambere fue elegido Secretario de Espectro en 2004. 

## Tensiones en Uganda
Uganda tiene una historia de leyes contra los homosexuales que se remonta a su colonización por el Imperio Británico.  Los Códigos Penales de 1950, promulgados por el gobierno británico en el poder, contenían leyes sobre sodomía que todavía están vigentes en la actualidad.   Sin embargo, el reciente y creciente sentimiento antihomosexual en Uganda se ha asociado con la difusión de retórica anti-gay por parte de cristianos evangélicos, en particular Scott Lively, que llegó a Kampala en marzo de 2009.  Según Stephen Langa, quien organizó la visita, Lively dio una serie de charlas sobre «la agenda gay -toda esa agenda oculta y oscura- y la amenaza que los homosexuales representan para los valores basados en la Biblia y la familia tradicional africana».  Más tarde ese año, un político ugandés propuso el proyecto de ley contra la homosexualidad de 2009, que amenazaba con la pena de muerte a los condenados por homosexualidad. 
Sin embargo, el 20 de diciembre de 2013, el Parlamento de Uganda propuso la Ley contra la homosexualidad de Uganda de 2014.  El proyecto de ley, que fue promulgado por el presidente de Uganda, Yoweri Museveni, el 24 de febrero de 2014, proponía una sentencia máxima de cadena perpetua para aquellos declarados culpables de «el delito de homosexualidad», «homosexualidad agravada», «conspiración para practicar la homosexualidad», y «promoción de la homosexualidad», entre otros.  Museveni fue criticado por la ONU, quien dijo que la ley «viola los derechos humanos básicos y pone en peligro a las personas lesbianas, gays, bisexuales y transgénero (LGBT) en el país».  La ley fue posteriormente anulada por el Tribunal Constitucional de Uganda el 4 de agosto de 2014, porque no contaba con el quórum necesario. 

### Violencia creciente
En 2005, The Red Pepper, un tabloide de noticias de Uganda, reveló públicamente que Wambere era un hombre gay.  Enumeró su nombre, lugar de trabajo y direcciones de casa y de trabajo.  Desde entonces, varios periódicos han descrito a Wambere como un «homosexual femenino con rastas que recluta a niños jóvenes para tener relaciones sexuales».  Se vio obligado a mudarse de casa y cambiar de número de teléfono varias veces; aun así, siguió recibiendo amenazas de muerte.  El 1 de marzo de 2014. En el artículo, Wambere fue acusado de ser parte de un «Gabinete Homo ugandés».  El tabloide fue criticado por Human Rights Watch por poner a estos hombres en peligro de sufrir un mayor acoso gubernamental. 
En WGBH-TV, Wambere dijo sobre los medios ugandeses: «Nunca me delaté. Los medios de comunicación me delataron... pero en un momento descubrí que tenía que vivir la realidad... Somos ugandeses y somos africanos. Y nacimos homosexuales.» 
En la primavera de 2009, Wambere fue atacado físicamente por varios hombres cuando salía del Capital Pub, un bar local en Kampala. Lo agarraron por detrás y lo dejaron inconsciente; Más tarde se despertó en el coche de un amigo con un diente roto. 
Wambere y David Kato, un amigo de Wambere y uno de los líderes LGBTI más destacados de Uganda, aparecieron en la película Call Me Kuchu de Malika Zouhali-Worrall y Katherine Fairfax Wright. Se estrenó en el Festival Internacional de Cine de Berlín el 11 de febrero de 2012. Aproximadamente un año antes del estreno de la película, el 26 de enero de 2011, Kato fue brutalmente asesinado; acababa de ganar una demanda contra una revista que había publicado su nombre y una fotografía que lo identificaba como gay y pedía su ejecución.  Wambere comenzó a recibir amenazas de muerte de que sería el próximo en morir. 

## Asilo en los Estados Unidos
Wambere visitó los Estados Unidos el 20 de febrero de 2014 para conseguir apoyo contra la represión cada vez más violenta contra la comunidad LGBTI en Uganda.  Tres días después de su aterrizaje, el presidente de Uganda, Yoweri Museveni, promulgó la Ley contra la homosexualidad de Uganda de 2014. 
Wambere, que enfrentaba amenazas de muerte y cadena perpetua si regresaba a casa, trabajó con GLAD para solicitar asilo ante el gobierno de Estados Unidos. El 11 de septiembre de 2014, el gobierno de Estados Unidos le concedió asilo, en espera de una verificación de antecedentes de rutina.  «Esta ha sido una decisión muy, muy difícil para mí», dijo Wambere en declaraciones a los medios. «He dedicado mi vida a trabajar para las personas LGBTI en Uganda, y me duele mucho no estar con mi comunidad, mis aliados y mis amigos mientras están bajo un ataque cada vez mayor. Pero en mi corazón, sé que es mi única opción., y que no sería de utilidad para mi comunidad en la cárcel». 

## Vida personal
Wambere tiene una hija de dieciséis años que todavía se encuentra en Uganda y se aloja en casa de unos familiares. 